# Johann Martin Miller
Johann Martin Miller, född 3 december 1750 i Ulm, död där 21 juni 1814, var en tysk teolog och författare.